# 午夜队长干扰

事件发生时HBO的画面

午夜队长干扰（英語：Captain Midnight broadcast signal intrusion）是一起发生在1986年4月27日的电视信号侵扰事件。该事件由卫星电视经销商约翰·迈克道格尔（John R. MacDougall，化名为午夜队长）制造，他劫持了HBO的卫星讯号、干扰了电影《叛国少年》的播出，以抗议HBO将电视讯号加密。

## 背景
1980年代期间，HBO参与了多起法律诉讼案件，这些案件主要是有关有线电视业者和政府单位对HBO和其他付费电视的节目进行的修剪。为了杜绝非订户的收视，HBO在1986年成为第一个将电视讯号加密的卫星频道。许多卫星电视业主被迫以数百美元的价格购买解码设备，而他们这项支出的往往高于有线电视费用。不仅如此，卫星用户每月还要支付12.95美元的收视费，而这与有线电视收视费大致相当，甚至高于有线电视费用。

## 干扰行动
在HBO加密四个月后，美国佛罗里达州的卫星电视经销商约翰·迈克道格尔化名“午夜队长”，利用工作便利劫持了银河1号卫星的HBO信号，发布文字抗议HBO的反竞争措施。
以下为迈克道格尔发出的抗议文字：
|  | GOODEVENING HBO 晚上好，HBO FROM CAPTAIN MIDNIGHT （這條消息）來自午夜隊長 $12.95/MONTH ? 每月（要支付）12.95美元？ NO WAY ! 別想啦！ [SHOWTIME/MOVIE CHANNEL BEWARE!] [娛樂時間電視網、電影頻道（即美國的兩個付費影視頻道），給我小心一點！] |

## 后续
之后美国联邦通信委员会（FCC）起诉了迈克道格尔。迈克道格尔被判处一年缓刑并被罚款5000美元。此后迈克道格尔继续经营卫星电视业务。

## 另見
- 雙面麥斯電視信號侵擾事件
- 台灣地區的蓋台廣告